# 14597 Вейнрічі
14597 Вейнрічі (14597 Waynerichie) — астероїд головного поясу, відкритий 17 вересня 1998 року.
Тіссеранів параметр щодо Юпітера — 3,552.